# 洛巴伊河
洛巴伊河（法語：Lobaye），是中非共和國的河流，屬於烏班吉河的支流，河道全長520公里，流域面積33,000平方公里，發源自布阿爾附近，平均流量每秒321立方米。